# 公安镇
公安镇，是中华人民共和国广西壮族自治区贺州市钟山县下辖的一个乡镇级行政单位。

## 行政区划
公安镇下辖以下地区：
公安村、双元村、梁屋村、凤岭村、大龙村、江台村、大桥村、牛庙村、荷塘村、里太村、黄凤村、廖屋村、马安村、大田村和塘贝村。

## 基本情况
公安镇位于钟山县中部，距县城约14公里，总面积150.7平方公里，下辖15个行政村，2011年人口约5.4万，农民人均纯收入约为人民币4000元。